# Вендишбазелиц

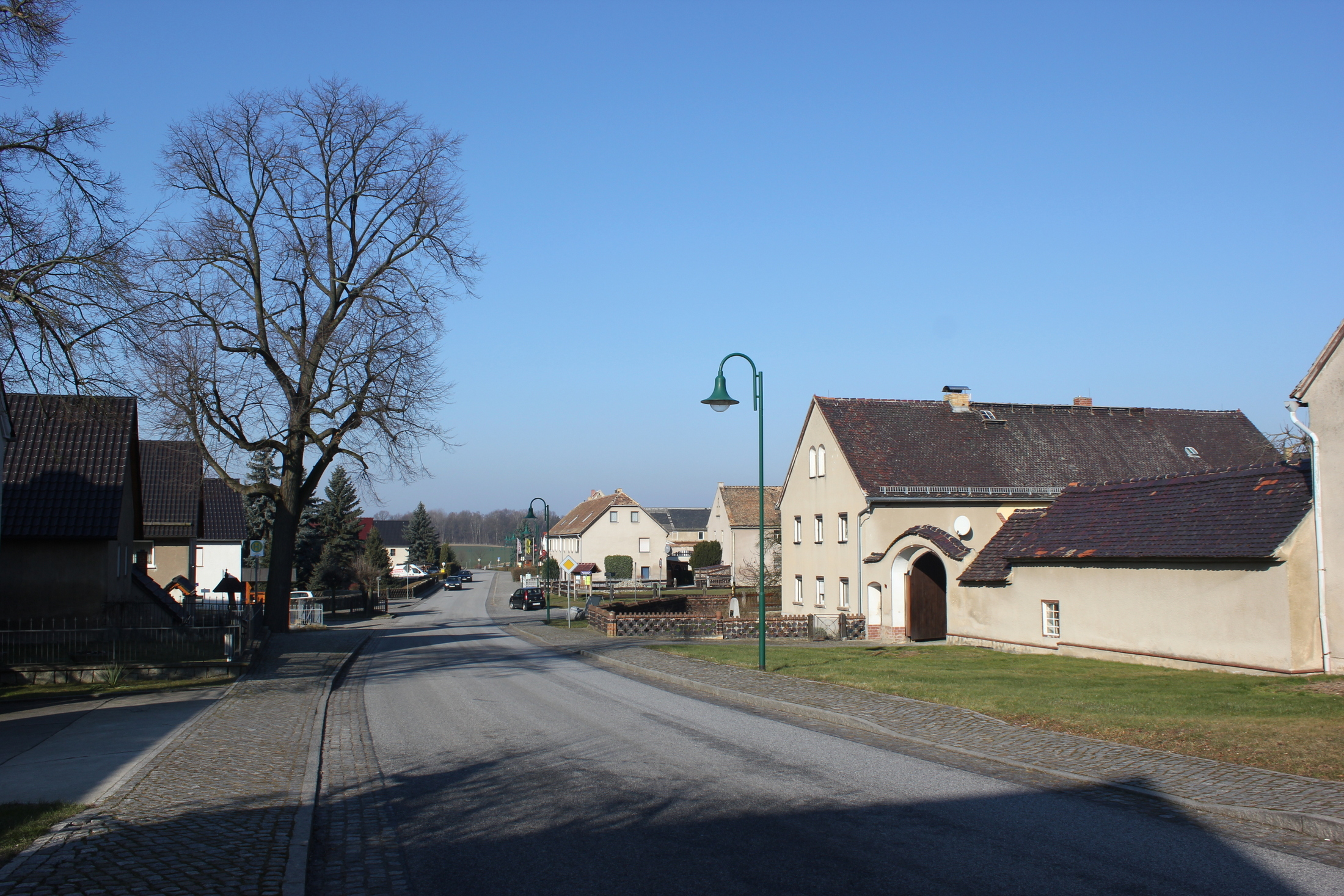

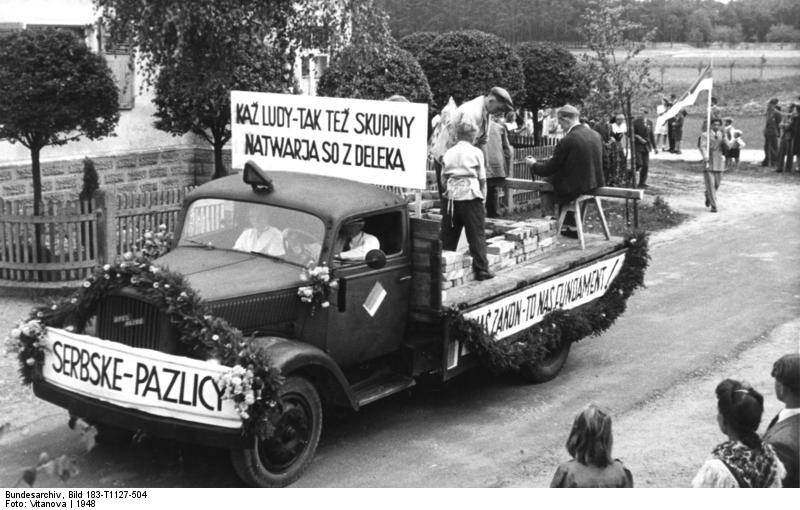

Ве́ндишбазелиц или Се́рбске-Па́злицы (нем. Wendischbaselitz; в.-луж. Serbske Pazlicy  Serbske Pazlicyо файле; 1937—1946 — Кляйнбазелиц (Kleinbaselitz)) — деревня в Верхней Лужице, Германия. Входит в состав коммуны Небельчицы района Баутцен в земле Саксония. Подчиняется административному округу Дрезден.

## География
Деревня располагается при дороге Небельшюц — Кроствиц в одном километре на восток от административного центра коммуны деревни Небельчицы, в пяти километрах на восток от Каменца.
Соседние деревни: на севере — Пескецы, на юго-западе — Смечкецы коммуны Ворклецы и Ветеньца и на западе Небельчицы.

## История
Впервые деревня упоминается в 1375 году как Пазелиц Славикум (Pazelicz Slavicum) в реестре монастыря Мариенштерн. Предполагается, что добавление Slavicum служило отличием от наименования деревни Пазелиц (сегодня — Дойчбазелиц/ Немске-Пазлицы — с 1999 года входит в состав Каменца), находящейся севернее от Пазелица Славикума. До XIX года деревня принадлежала женскому монастырю Мариенштерн.
После пришествия к власти нацистского режима деревня была переименована в Кляйнбазелиц. Это наименование просуществовало до 1946 года, когда было возвращено прежнее название.
До 1974 года деревня имела статус самостоятельной коммуны, потом она вошла в состав коммуны Небельчицы.
В настоящее время деревня входит в состав культурно-территориальной автономии «Лужицкая поселенческая область», на территории которой действуют законодательные акты земель Саксонии и Бранденбурга, содействующие сохранению лужицких языков и культуры лужичан.

## Население
Согласно статистическому сочинению «Dodawki k statisticy a etnografiji łužickich Serbow» Арношта Муки в Сербске-Пазлицах в 1880 годах проживало 179 человек (из них — 174 серболужичанина (97 %) и 5 немцев).
Лужицкий демограф Арношт Черник в своём сочинении «Die Entwicklung der sorbischen Bevölkerung» пишет, что лужицкое население деревни в 1956 году составляло 88,6 %.
На 31 декабря 2015 численность населения составляла 280 человек.
Официальным языком в населённом пункте, помимо немецкого, является верхнелужицкий язык.
| 2011 | 2014 | 2015 |
| ---- | ---- | ---- |
| 281  | 292  | 280  |